# De Pax

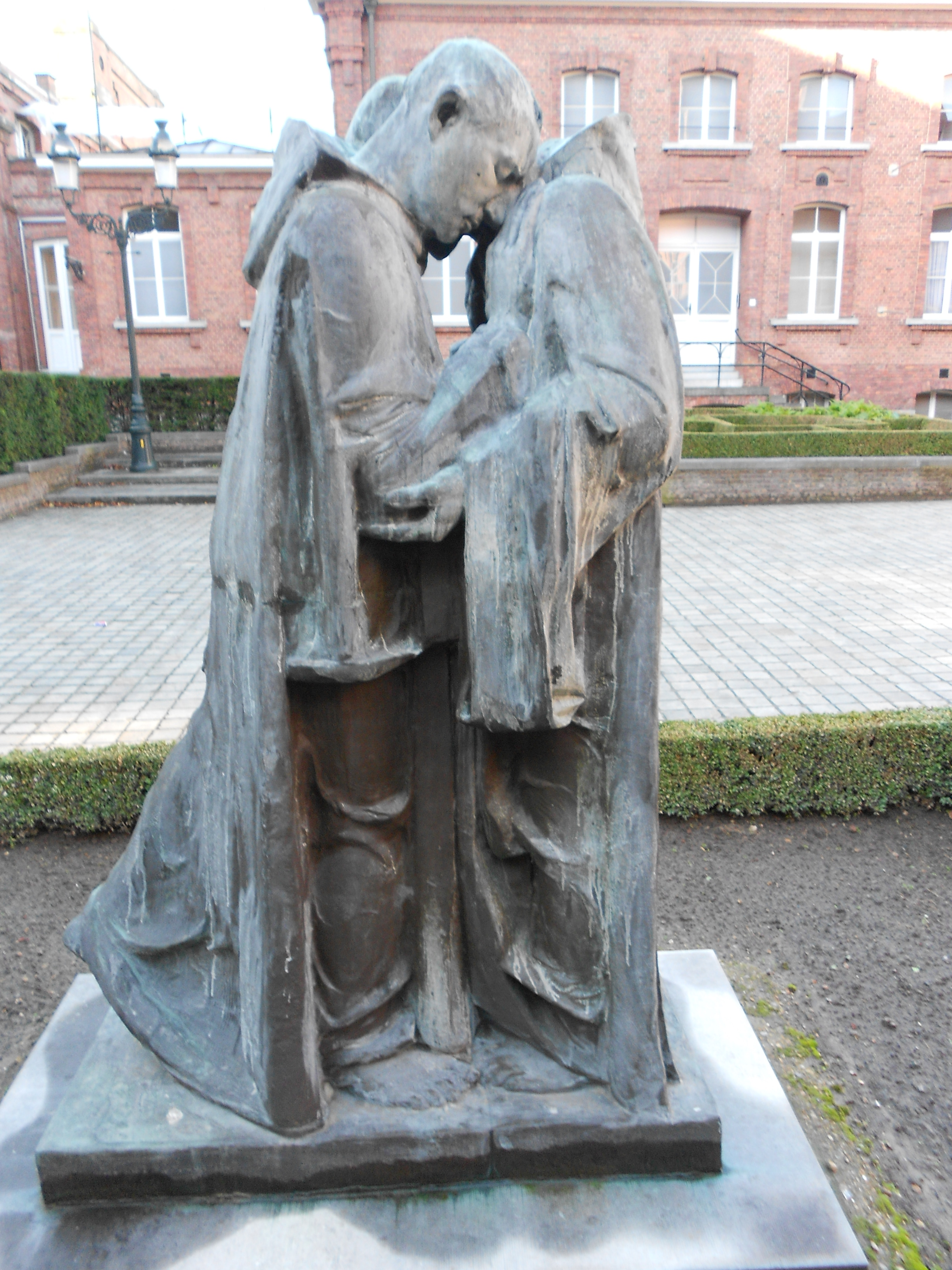
De Pax

De Pax is een kunstwerk van de Belgische beeldhouwer Octave Rotsaert.

## Beschrijving
Het beeld stelt twee monniken voor die elkaar de vredeskus geven en staat in het centrum van de stad Brugge. Oorspronkelijk werd het gemaakt in gips en geëxposeerd tijdens het Salon des Artistes Français in Parijs in 1924. Daarna kwam het in het atelier van de kunstenaar te staan. Na aandringen door en op kosten van zijn vriend, dokter Louis De Winter, goot Rotsaert in 1947 het beeld in brons.
Van 1947 tot begin 21ste eeuw stond het beeld op een binnenkoer van het Sint-Janshospitaal, recht tegenover de ingang van het zusterklooster. Toen moest het wijken voor een hedendaags beeldhouwwerk en vond het een nieuwe plek op het voorplein van het voormalige hospitaal, rechtover het vroegere broederklooster.